# Olympisch Zwemstadion (Amsterdam)
Het Olympisch Zwemstadion, ook wel Olympisch Zwembad genoemd, was een tijdelijke openluchtzwemaccommodatie gebouwd ter gelegenheid van de Olympische Zomerspelen van 1928 in Amsterdam. Het Zwemstadion werd in 1929 gesloopt om plaats te maken voor woningbouw (Olympisch Kwartier).
Naast de zwemsporten werd het stadion ook gebruikt voor waterpolowedstrijden en het schoonspringen.
Het zwembad werd gebouwd van gewapend beton en had een lengte van 50 meter, een breedte van 18 meter en een maximale diepte van 5 meter in het gedeelte dat werd gebruikt voor schoonspringen en torenduiken. Aan weerszijden werden tribunes gebouwd met plaats voor 6000 toeschouwers.